# ارل همنر جونیور
اِرل هَمنر جونیور (انگلیسی: Earl Hamner Jr.؛ ۱۰ ژوئیهٔ ۱۹۲۳ – ۲۴ مارس ۲۰۱۶) فیلم‌نامه‌نویس، تهیه‌کننده تلویزیونی، راوی و نویسنده اهل ایالات متحده آمریکا بود.
از فیلم‌ها یا مجموعه‌های تلویزیونی که وی در آن‌ها نقش داشته است، می‌توان به خانواده والتون اشاره نمود.